# Chamaesphecia staudingeri
Chamaesphecia staudingeri is een vlinder uit de familie wespvlinders (Sesiidae), onderfamilie Sesiinae.
De wetenschappelijke naam van de soort is voor het eerst geldig gepubliceerd door Failla-Tedaldi in 1890. De soort komt voor in het Palearctisch gebied.